# やかぜ型巡視艇
やかぜ型巡視艇（やかぜがたじゅんしてい、英語: Yakaze-class patrol craft）は、海上保安庁の巡視艇の船級。区分上はCL型、公称船型は15メートル型。

## 設計
本型は、基本的にははるかぜ型の後期建造艇（なつかぜ型）をもとに、幅を100ミリメートル狭めるなど線図に修正を加えて、速力の向上を図ったものである。これにより、速力は19.3ノットに向上した。船質は木、没水部船型はタイプシップと同じくV型とされた。主機関としては、タイプシップと同じく三菱DH24MKディーゼルエンジン（単機出力250馬力）を搭載した。なお、北方配備が予定されていた7番艇「きたかぜ」以外は操舵室の背面は開放されていたが、昭和49年度に後壁を設置してエンクローズド化を図っている。
また本型では、なつかぜ型「ゆうかぜ」と同様に消防艇機能を付与されており、消防ポンプ、泡原液タンクと放水銃1門を搭載した。なお消防ポンプは左舷主機により駆動する方式である。これらは、以後の新造CLの標準装備となった。

## 同型船一覧
| 計画年度   | #     | 船名       | 建造               | 竣工           | 解役           |
| ---------- | ----- | ---------- | ------------------ | -------------- | -------------- |
| 昭和39年度 | CL-26 | やかぜ     | 横浜ヨット         | 1964年11月14日 | 1980年2月8日   |
| 昭和39年度 | CL-27 | きよかぜ   | 横浜ヨット         | 1964年11月14日 | 1980年3月3日   |
| 昭和39年度 | CL-28 | いよかぜ   | 横浜ヨット         | 1964年11月14日 | 1980年2月13日  |
| 昭和40年度 | CL-29 | ふさかぜ   | 横浜ヨット         | 1965年10月15日 | 1980年11月14日 |
| 昭和40年度 | CL-30 | たちかぜ   | 横浜ヨット         | 1965年10月15日 | 1980年11月14日 |
| 昭和40年度 | CL-31 | ことかぜ   | 横浜ヨット         | 1965年10月15日 | 1981年1月14日  |
| 昭和41年度 | CL-32 | きたかぜ   | 横浜ヨット         | 1966年9月30日  | 1982年2月4日   |
| 昭和41年度 | CL-33 | いそかぜ   | 墨田川造船         | 1966年10月31日 | 1981年12月3日  |
| 昭和41年度 | CL-34 | きそかぜ   | 横浜ヨット         | 1966年10月15日 | 1982年1月18日  |
| 昭和41年度 | CL-35 | みちかぜ   | 横浜ヨット         | 1966年9月30日  | 1981年12月3日  |
| 昭和41年度 | CL-36 | つるかぜ   | 横浜ヨット         | 1966年9月30日  | 1982年2月4日   |
| 昭和41年度 | CL-37 | あまつかぜ | 石原造船所高砂工場 | 1966年10月31日 | 1982年1月15日  |
| 昭和42年度 | CL-38 | くきかぜ   | 横浜ヨット         | 1967年10月16日 | 1983年1月11日  |
| 昭和42年度 | CL-39 | さぎかぜ   | 石原造船所高砂工場 | 1967年11月15日 | 1983年2月1日   |
| 昭和42年度 | CL-40 | しおかぜ   | 横浜ヨット         | 1967年10月16日 | 1982年1月15日  |
| 昭和42年度 | CL-41 | にいかぜ   | 墨田川造船         | 1967年11月18日 | 1982年1月15日  |
| 昭和42年度 | CL-42 | ともかぜ   | 横浜ヨット         | 1967年10月16日 | 1983年2月18日  |
| 昭和42年度 | CL-43 | わかかぜ   | 横浜ヨット         | 1967年10月16日 | 1983年1月11日  |